# Мегриньи
Мегриньи́ (фр. Mesgrigny) — коммуна во Франции, находится в регионе Шампань — Арденны. Департамент — Об. Входит в состав кантона Мери-сюр-Сен. Округ коммуны — Ножан-сюр-Сен.
Код INSEE коммуны — 10234.
Коммуна расположена приблизительно в 120 км к востоку от Парижа, в 65 км юго-западнее Шалон-ан-Шампани, в 26 км к северо-западу от Труа.

## Население
Население коммуны на 2008 год составляло 233 человека.
| 1962 | 1968 | 1975 | 1982 | 1990 | 1999 | 2008 |
| ---- | ---- | ---- | ---- | ---- | ---- | ---- |
| 165  | 184  | 132  | 188  | 225  | 214  | 233  |

## Экономика
В 2007 году среди 170 человек в трудоспособном возрасте (15—64 лет) 132 были экономически активными, 38 — неактивными (показатель активности — 77,6 %, в 1999 году было 70,5 %). Из 132 активных работали 128 человек (72 мужчины и 56 женщин), безработных было 4 (3 мужчины и 1 женщина). Среди 38 неактивных 12 человек были учениками или студентами, 14 — пенсионерами, 12 были неактивными по другим причинам.